# Lasiopodomys mandarinus
Lasiopodomys mandarinus — це вид полівок, що зустрічається в центральному Китаї, а також на півдні та центральній частині Корейського півострова. Доросла мандаринкова полівка зазвичай має довжину близько 115 міліметрів, на додаток до приблизно 28 мм хвоста. Він менший і темніший за кольором, ніж очеретяна полівка Microtus fortis.

## Морфологічні характеристики
Довжина голови й тулуба становить від 9,7 до 11,3 сантиметра, а хвіст — від 2,0 до 2,7 сантиметра. Довжина задньої лапи 1–18 міліметрів, вуха 7–12 міліметрів. Забарвлення тіла тварин від рудого або каштанового до темно-сіро-коричневого. Колір живота може бути від світло-піщано-коричневого до темно-сіро-коричневого. У більш світлих тварин хвіст суцільний піщано-коричневий, у більш темних тварин він зверху сірувато-коричневий, а знизу піщаний. Верхні частини ніг і рук також мають колір від світло-піщано-коричневого до темно-сіро-коричневого. Особливо яскравих особин можна сплутати з монгольською полівкою Брандта (Lasiopodomys brandtii).

## Спосіб життя
Lasiopodomys mandarinus живе в сухих гірських степах на висоті до 3000 метрів. Зазвичай він не зустрічається поблизу лісів, але віддає перевагу місцям поблизу джерел води і часто зустрічається в густих чагарниках уздовж річок, озер і ставків. Харчується переважно підземними частинами рослин, є також зелені частини рослин і трави. Тварини соціальні і зазвичай живуть сімейними групами, які мають спільне лігво. Вони дуже лояльні до свого розташування і залишаються в межах будівлі.
Влітку група складається з самця з однією-двома статевозрілими самками і молодняком від одного до трьох виводків. У середньому в норі живе від 8 до 9 тварин, кількість коливається від 3 до 22 тварин. Розмноження відбувається з березня по серпень, один послід складається з двох-чотирьох молодих тварин.